# Harry Melville
Sir Harry Work Melville (* 27. April 1908 in Edinburgh; † 14. Juni 2000) war ein schottischer Chemiker (Physikalische Chemie, Polymerchemie).
Melville studierte an der University of Edinburgh und promovierte dort 1932 bei John Edwin Mackenzie und Ernest  Bowman Ludlam mit der Arbeit The oxidation of phosphorous at low pressures und ging danach an der University of Cambridge, wo er 1933 bis 1944 Fellow des Trinity College war und ab 1938 Assistent von Eric Rideal in dessen Kolloidlabor, wo er sich mit Polymerforschung befasste. 1943 wurde er Superintendent der Radar-Forschungsstation in Malvern. Nach dem Zweiten Weltkrieg war er ab 1945 Professor an der University of Aberdeen (den Lehrstuhl bot man ihm schon 1939 an) und ab 1948 Professor an der University of Birmingham. 1956 wechselte er in die Wissenschafts-Verwaltung und wurde ständiger Sekretär der Department of Scientific and Industrial Research (DSIR). 1965 war er wesentlich an dessen Umwandlung in den Science Research Council (SRC) beteiligt und dessen erster Vorsitzender. 1958 wurde er als Knight Commander des Order of the Bath geadelt. Er war technisch begabt und in verschiedenen Funktionen und technologischen Bereichen Regierungsberater in Großbritannien. 1967 bis 1976 war er Principal des Queen Mary College der Universität London.
Melville befasste sich zunächst mit der Kinetik von Reaktionen in Gasen kurz vor Explosionen und maß die Geschwindigkeitskoeffizienten und Verzweigungskoeffizienten der Kettenreaktionen. Später wandte er sich der Polymerisation zu. Er entwickelte Techniken der Markierung von Polymeren mit radioaktiven Isotopen um so deren mittlere Moleküllänge und Verzweigungsverhältnisse zu klären.
1951 erhielt er den Liversidge Award der Royal Society of Chemistry, 1955 die Davy-Medaille. 1937 wurde er Fellow der Royal Society of Edinburgh und 1941 der Royal Society of London. Er war Präsident der Chemical Society. Er hielt die Bakerian Lecture und die Christmas Lecture der Royal Institution.
1942 heiratete er Janet Porteous. Mit ihr hatte er zwei Töchter.